# Cercopithecus denti
Macaco-de-dent (Cercopithecus denti) é um Macaco do Velho Mundo da subfamília Cercopithecinae. Ocorre na República Democrática do Congo, República do Congo, Ruanda, oeste de Uganda e República Centro-Africana. Já foi considerado como subespécie de Cercopithecus wolfi.